# Armand van Bourbon-Condé
Armand van Bourbon, prins van Conti (Parijs, 11 oktober 1629 - Pézenas, 21 februari 1666) was een prins van Conti. Hij was een telg uit het huis Bourbon-Condé. Omdat hij familie was van de Franse koning was hij een prins van het Eerste Bloed.

## Leven
Armand werd geboren op 11 oktober 1629 als jongste zoon en kind van prins Hendrik II van Bourbon-Condé en prinses Charlotte Margaretha van Montmorency. Hij had een oudere zus: Anna Genoveva (1619-1679), die huwde met hertog Hendrik II van Longueville. Armand had ook een oudere broer: Lodewijk (1621-1686) later prins Lodewijk II van Bourbon-Condé, die huwde met Claire Clémence de Maillé Brézé.
In 1654 huwde Armand met een nicht van kardinaal Jules Mazarin, Anne Marie Martinozzi. Uit dit huwelijk werden twee kinderen geboren:
- Lodewijk Armand (4 april 1661 - 9 november 1685) huwde met Marie Anne van Bourbon, een dochter van koning Lodewijk XIV van Frankrijk. Hij werd na de dood van Armand de prins van Conti.
- Frans Lodewijk (30 april 1664 - 9 februari 1709) huwde met Marie Thérèse van Bourbon. Werd na de dood van zijn broer, Lodewijk Armand, de nieuwe prins van Conti.

Armand was zijn hele leven de prins van Conti. Hij stierf plots te Pézenas in Zuid-Frankrijk, waar hij een kasteel had. Zijn oudste zoon volgde hem op als prins van Conti.